# フリードリヒ・カール・フェルディナント (ブラウンシュヴァイク＝ヴォルフェンビュッテル＝ベーヴェルン公)

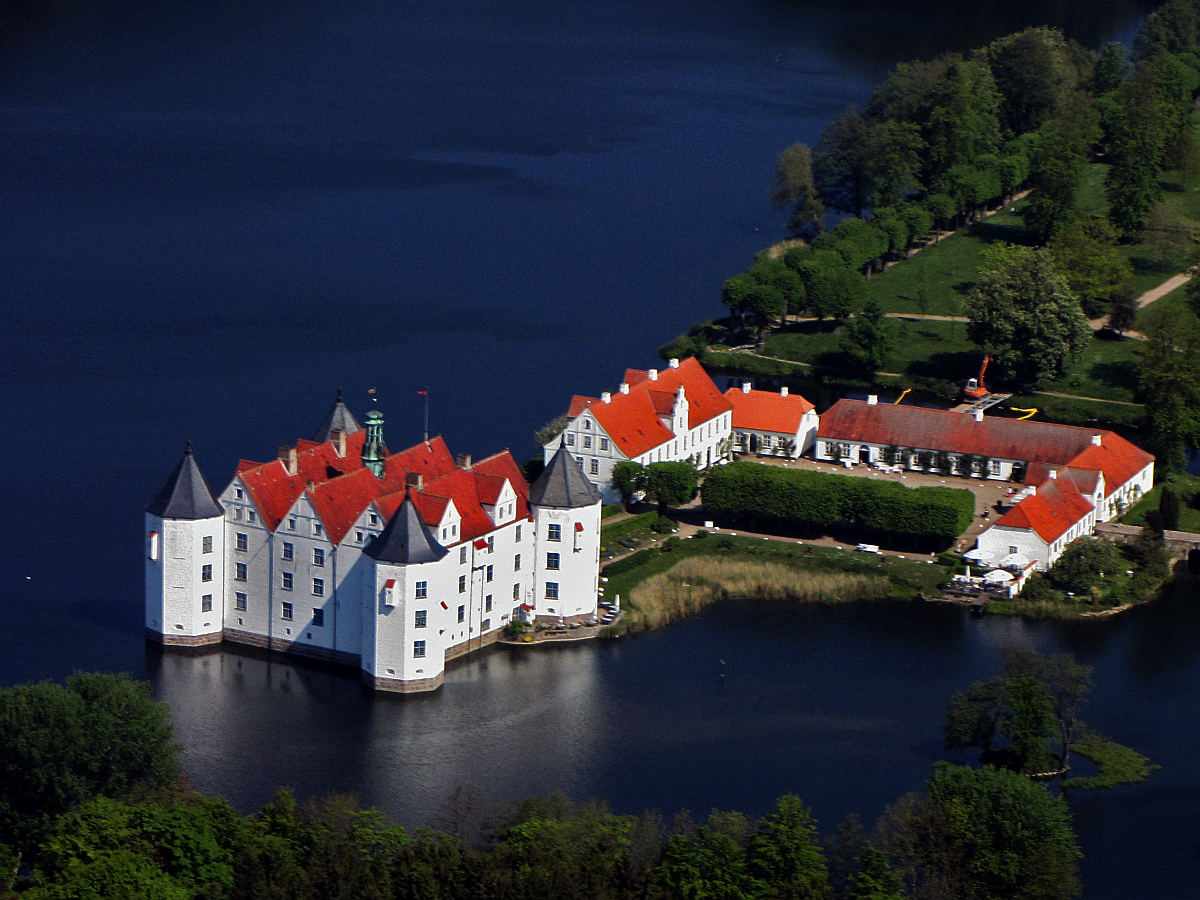
グリュックスブルク城

フリードリヒ・カール・フェルディナント・フォン・ブラウンシュヴァイク＝ヴォルフェンビュッテル＝ベーヴェルン（ドイツ語: Friedrich Karl Ferdinand von Braunschweig-Wolfenbüttel-Bevern、1729年4月5日 - 1809年4月27日）は、ヴェルフ家の一員、最後のブラウンシュヴァイク＝ベーヴェルン公（在任：1781年 - 1809年）。デンマーク＝ノルウェー元帥。

## 生涯
ブラウンシュヴァイク＝ヴォルフェンビュッテル＝ベーヴェルン公エルンスト・フェルディナントとエレオノーレ・シャルロッテ・フォン・ケトラーの息子として生まれた。1742年に大尉としてオランダ軍に入隊した後、1745年と1746年の戦役に参戦した。その後はブラウンシュヴァイク軍に移り、神聖ローマ帝国軍にも志願兵として入隊した。伯父ルートヴィヒ・エルンスト・フォン・ブラウンシュヴァイク＝ヴォルフェンビュッテルの指導でBoth'sche連隊を率いてオーストリア継承戦争を戦った。アーヘンの和約の後はオランダ軍に戻り、1754年には少将に昇進した。
七年戦争が勃発した後の1756年末にドレスデンに向かい、プロイセン王フリードリヒ2世からザクセンのプリンツ・クサーヴァー歩兵連隊の指揮を委ねられた。しかし、兵士たちが反乱を起こして逃げたため、フリードリヒ2世は彼に責任を問うた。1759年にプロイセン軍から去り、イギリス軍に入隊した。同年8月1日のミンデンの戦いでは従弟フェルディナントの下で戦った。続いてデンマーク軍に入隊、1761年に中将に、1762年に歩兵親衛隊の指揮官、1764年に歩兵軍総監に昇進した。1766年にレンツブルク知事、1773年にコペンハーゲン知事に任命された。
1781年、兄のアウグスト・ヴィルヘルムが死去したため、フリードリヒ・カール・ヴィルヘルムはブラウンシュヴァイク＝ベーヴェルンを継承、ブラウンシュヴァイクにある2つの修道院の院長になった。1782年、元帥に昇進した。また、デンマーク王クリスチャン7世の許可を得てグリュックスブルク城に住居を移した。
1782年10月26日、ナッサウ＝ザールブリュッケン侯ヴィルヘルム・ハインリヒの娘アンナ・カロリーネ（1751年 - 1824年）と結婚した。
1793年、首都ベーヴェルンで救貧基金を創設した。1806年にブラウンシュヴァイクがナポレオン・ボナパルトの軍勢に占領されると、フリードリヒ・カール・フェルディナントは逃亡してきたブラウンシュヴァイク＝ヴォルフェンビュッテル公カール・ヴィルヘルム・フェルディナントの息子たちを受け入れた。
1809年、子供のないまま死去した。これに伴いブラウンシュヴァイク＝ベーヴェルン公家が断絶、領地はブラウンシュヴァイク＝ヴォルフェンビュッテルが回収した。